# André Vercruysse
André Jean Albert Vercruysse (Burcht, 5 febbraio 1895 – Bruxelles, 27 luglio 1968) è stato un ciclista su strada belga.

## Palmarès

### Olimpiadi
- Bronzo a Anversa 1920 nella corsa a squadre.